# Розенбаум Семен Якович
Семен Якович Розенбаум, (івр. שמשון רוזנבאום [Шімшон Розенбаум], а також литов. Simonas Rozenbaumas, Szymon Rosenbaum, часто Šimšonas, Simanas, Simas; нар. 21 липня 1860, Пінськ, Мінська губернія, Російська імперія — пом. 6 грудня 1934, Тель-Авів, Палестина) — присяжний повірений, лідер сіоністського руху в Росії, депутат Державний I скликання від Мінської губернії, член Литовського Сейму, міністр у єврейських справах уряду Литви (1923—1924), почесний консул Литовської Республіки в Палестині.

## Біографія
Народився 1860 року в сім'ї коваля. Виховувався в хедері, до 18 років навчався у різних єшивах. Юність пройшла в поневіряннях територіями «смуги осілості» та по Галичині. У свій час тісно співпрацював з журналом «Ха-Ор» (їд. האור, Ha-Or), що видавалися в Бучанах. У 1883 році вступив на юридичний факультет Новоросійського (нині Одеського) університету, який закінчив у 1887 році зі званням кандидата юридичних наук. Є повідомлення, що він також вивчав право в університетах у Чернівцях та Відні. У 1887—1889 роках жив і служив присяжним повіреним у Пінську. Читав лекції з єврейської історії та літератури, з політичної економії. 1890 року переїжджає до Мінська, туди ж переходить його адвокатська практика. Працював над упорядкуванням статуту Єврейського колоніального банку.

### Сіоніст
Ще в роки свого студентства, починаючи з 1885 року Семен Розенбаум входив до палестинофільського студентського гуртка. З виникненням політичного сіонізму він став одним з найактивніших його діячів, а згодом і лідерів сіоністського руху Російської імперії. Творець багатьох сіоністських гуртків та організацій. Аж до 1914 року учасник усіх Всесвітніх сіоністських конгресів. 1900 року на 4-му сіоністському конгресі обраний членом Виконавчого комітету (Великого Actions-Comitée) Всесвітньої сіоністської організації та його уповноваженим по центральній Білорусії. В 1902 році Розенбаум організував 1-й з'їзд російських сіоністів в Мінську. Він серед перших звернув увагу на роль робітничого класу в сіоністському русі. Сприяв створенню перших груп «Поалей-Ціон» у Мінську та Мінській губернії. Виступав проти планів єврейської колонізації Уганди. У 1906 році на 3-й Всеросійській конференції сіоністів у Гельсінгфорсі Розенбаум був обраний членами Центрального комітету (ЦК) Всеросійської сіоністської організації.

### Російський політик
14 квітня 1906 року Семен Розенбаум обраний в 1-у ГД від загального складу виборщиків Мінських губернських виборчих зборів. Член партії кадетів. У Думі входив, відповідно, до складу Конституційно-демократичної фракції. Член комісій: про дослідження незаконних дій посадових осіб для розбору кореспонденції. Підписав законопроєкти: «Про громадянську рівність», «Про недоторканність членів Державної Думи». Виступав у ході дебатів щодо законопроєктів: «Про недоторканність особи», «Про скасування смертної кари».
10 липня 1906 року у м. Виборзі підписав «Виборзьке звернення». За підписання Виборзького звернення засуджено за ст. 129, ч. 1, п. п. 51 і 3 Кримінального уложення Російської імперії, засуджений до 3-х місяців в'язниці та позбавлений виборчих прав.

### Литовський політик

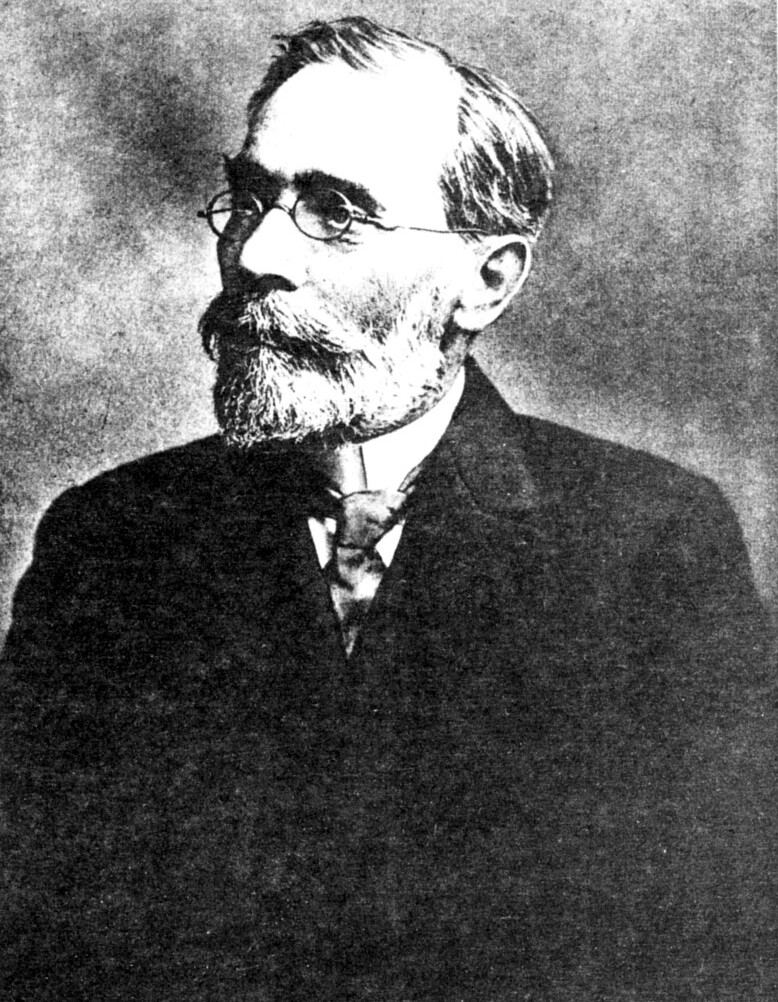
Заступник міністра закордонних справ Литви, 1919

Надалі виступав як захисник потерпілих у справах про єврейські погроми та захисник обвинувачених на процесах проти сіоністів. З початком Першої світової війни 1914—1918 років Семен Розенбаум жив у Вільні, де очолив місцеву сіоністську організацію. У 1918 році був членом литовської делегації на переговорах з турецьким урядом про створення єврейської держави на території Палестини. В 1919 році — член комісії з складання проєкту конституції Литви, яка гарантувала євреям широку національну автономію; голова Національної ради євреїв Литви. Заступник міністра закордонних справ у першому складі литовського уряду. У 1919 році представляв Литву на мирних переговорах у Версалі. У 1920 році від імені Литви підписав мирний договір з Російською РФСР.
З 15 травня 1920 по 13 листопада 1922 року — депутат Установчого сейму від Каунаського виборчого округу. Він належав до єврейської групи. З 5 червня 1923 року по 20 лютого 1925 року вдруге працював депутатом Сейму. З червня 1923 року по лютий 1924 року — міністр у справах євреїв в уряді прем'єр-міністра Ернястаса Галванаускаса. Семен Розенбаум вийшов зі складу уряду у зв'язку з відсутністю перспектив досягнення національної автономії для євреїв Литви та у зв'язку зі зниженням на посаді.

### Репатріант до Палестини

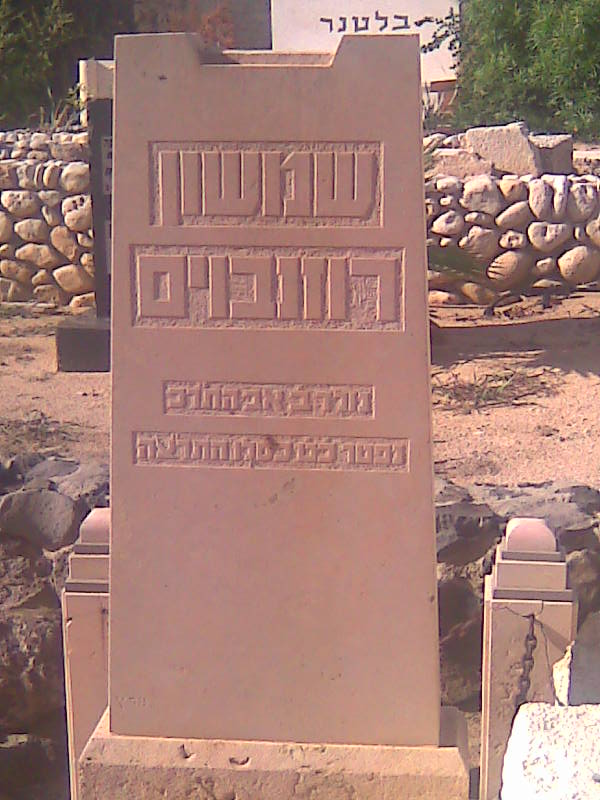
Могила Семена Розенбаума на кладовищі Трумпельдор у Тель-Авіві.

У 1924 році Семен Розенбаум переселився до Палестини, де був обраний головою Світового єврейського суду вищої інстанції. З 1927 року — почесний консул Литви, а з 1929 — генеральний консул в Тель-Авіві. У тому ж 1929 році, коли йому виповнилося сімдесят років, президент Литви нагородив його орденом великого князя литовського Гядиміна. Розенбаум брав участь в організації юридичних та економічних факультетів Тель-Авівського університету.
У 1932 році монографія Семена Розебаума «Ідеї суверенітету» (Der Souveränitätsbegriff: ein Versuch seiner Revision) була опублікована в Цюріху німецькою. Його перу належить низка статей та есе з проблем юриспруденції та сіоністського руху. Його роботи з питань права публікувалися в журналі «Процес» (івр. «המשפט» [The Trial], журнал про теорію та практику юриспруденції), за редакцією С. М. Айзенштадта.